# Wildfire (Kolmårdens Djurpark)
Pour les articles homonymes, voir Wildfire (homonymie).
Wildfire est un parcours de montagnes russes en bois du parc Kolmårdens Djurpark, situé à Norrköping en Suède.
Construit par Rocky Mountain Construction, Wildfire est à la fois le circuit de montagnes russes en bois le plus rapide d'Europe et le deuxième plus haut au monde,. L'attraction a la particularité de posséder sur son parcours 3 inversions.

## Histoire
L'annonce officielle de la construction de Wildfire via un communiqué de presse sur le site officiel de Kolmården a eu lieu en avril 2014. L'attraction, construite par Rocky Mountain Construction est la première de ce constructeur en Europe. Vekoma a participé à la construction en s'occupant des systèmes d'alimentation et de contrôle. 
L'ouverture de l'attraction a eu lieu le 28 juin 2016, soit dix jours après la date prévue à l'origine. 

## Parcours
Le train quitte la gare et monte le lift hill à chaîne d'une hauteur de 57 mètres. Au sommet, le train entame une spirale vers la droite lui permettant de repasser sous le lift et arrive à la first drop d'une hauteur de 49 mètres et d'une inclinaison de 83°. Le train atteint alors sa vitesse maximale de 110 km/h et procède a sa première inversion. Le parcours continue avec un enchaînement de virages relevés jusqu'à l'approche de la seconde inversion ; une heartline roll. Le train atteint alors le point le plus bas du parcours, continuant les virages relevés à vive allure et continuant avec la troisième inversion du circuit. Le parcours se termine avec une section de freins puis un retour en gare.

## Trains
Wildfire a deux trains de six wagons. Les passagers sont placés par deux sur un seul rang pour un total de 24 passagers par train.